# Hound
Hound – wieś w Anglii, w hrabstwie Hampshire, w dystrykcie Eastleigh. Leży 22 km na południe od miasta Winchester i 111 km na południowy zachód od Londynu. W 2001 miejscowość liczyła 6846 mieszkańców.